# فرفیون گراندیدیه
یوفوربیا گراندیدیه (نام علمی: Euphorbia grandidieri) نام یک گونه از سرده فرفیون است.